# Gaertnera guillotii
Gaertnera guillotii är en måreväxtart som beskrevs av Bénédict Pierre Georges Hochreutiner. Gaertnera guillotii ingår i släktet Gaertnera och familjen måreväxter. Inga underarter finns listade i Catalogue of Life.